# MAME Plus!
MAME Plus!是MAME模拟器的一个Windows的衍生版本。

## 历史
2001年4月开始无声模都（已关闭）发布MAME32CN 0.37b13，2002年3月发布支持简繁体语言包的 MAME32C 0.59。后来这两个项目整合为现在的MAME Plus!。
最初的版本基于MAME32qa/MAMEUI（也就是MAME的Windows界面）开发。后在2009年开始作者重新开发界面，新架构在wine的支持下能在Linux系统运行。

## 特点
- 图形界面，支持Linux的SDLMAME
- 支持多国语言。
- 支持Artwork、Sample、Cheat、High Score、History、Mameinfo、Command、Snapshot、Flyer等附加功能。
- 支持多国历史文件同屏显示。
- 支持IPS功能，可以自动加载修改代码。
- 有游戏搜索功能。
- 界面窗口可以调整。

## 中文历史文件
最初无声模都曾制作一个演示性质的中文历史文件，里面只有几个中国大陆常见的街机游戏的介绍。2006年maramail/edouardlicn开始对该文件进行大幅度更新。其更新内容部分为原创资料，其余从网络上对该游戏的评价获取。

## 衍生版本
基于MAME Plus!，有一个由日本人开发的MAME Plus!Plus!(原名MAME PPK)，在MAME Plus!的基础上利用Kaillera实现网络对战。

## 官方网站
- MAME Plus! （页面存档备份，存于）